# Schneering

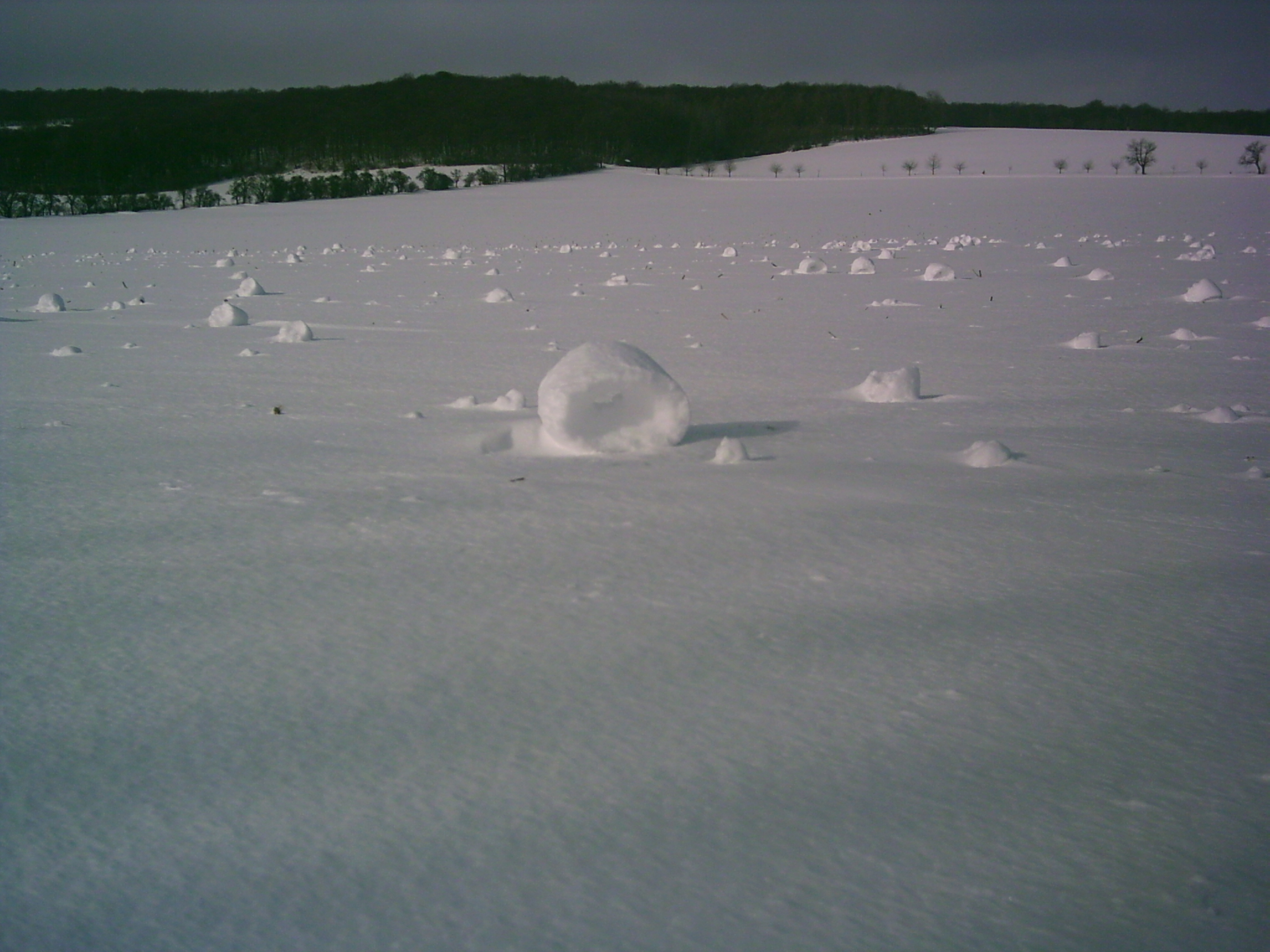
Schneeringe auf Feld

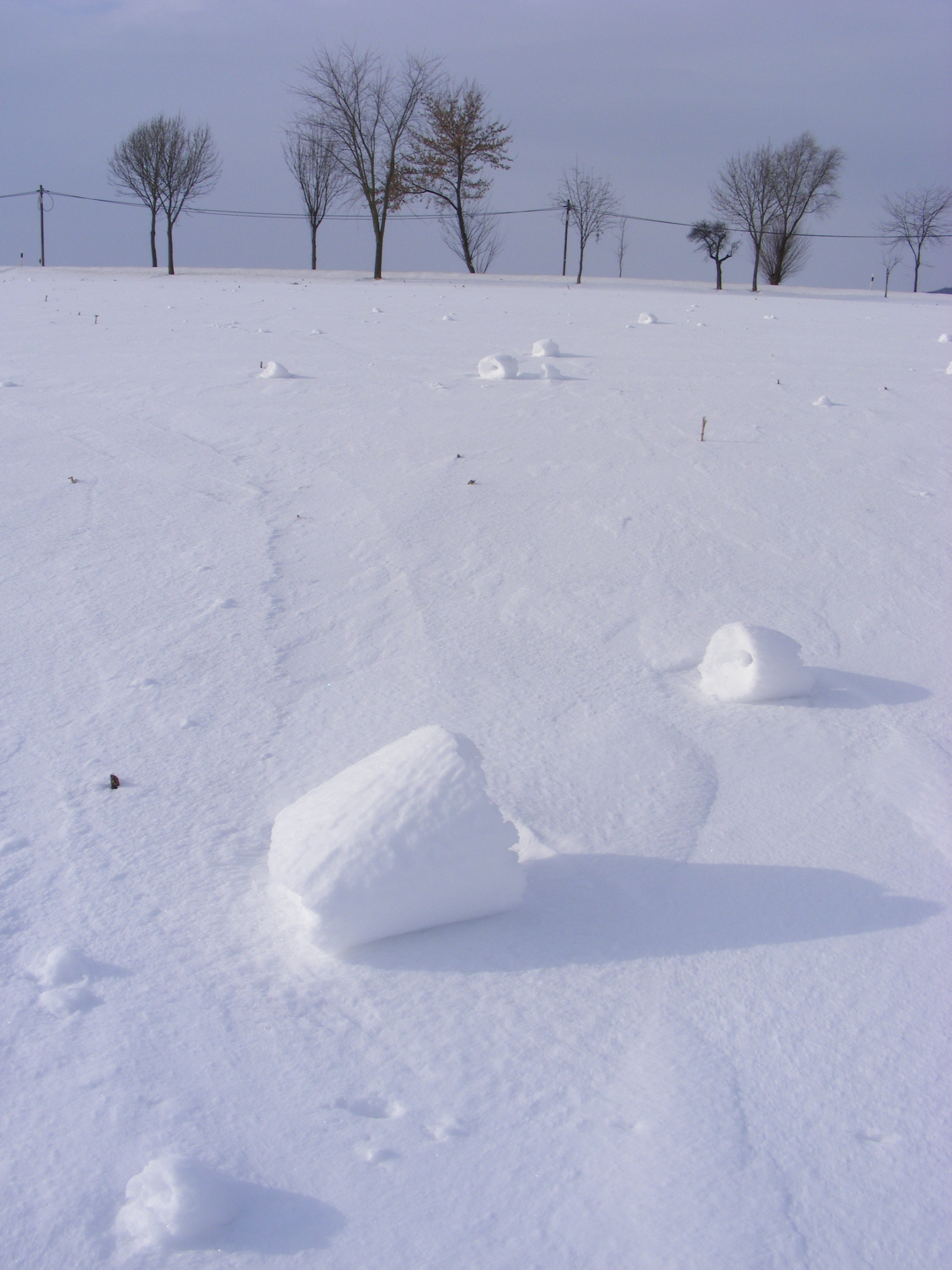
Schneeringspuren

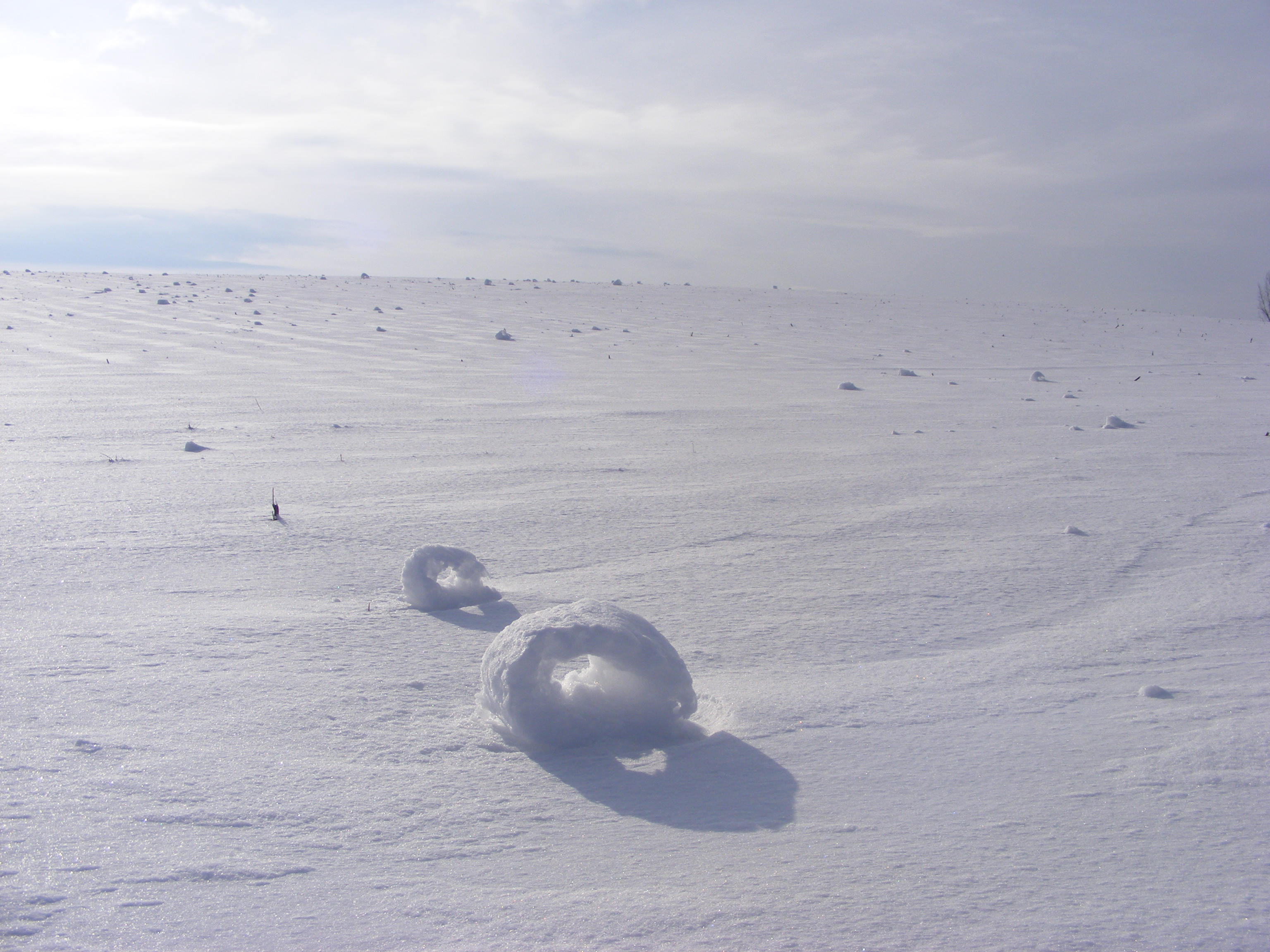
Spuren im Schnee

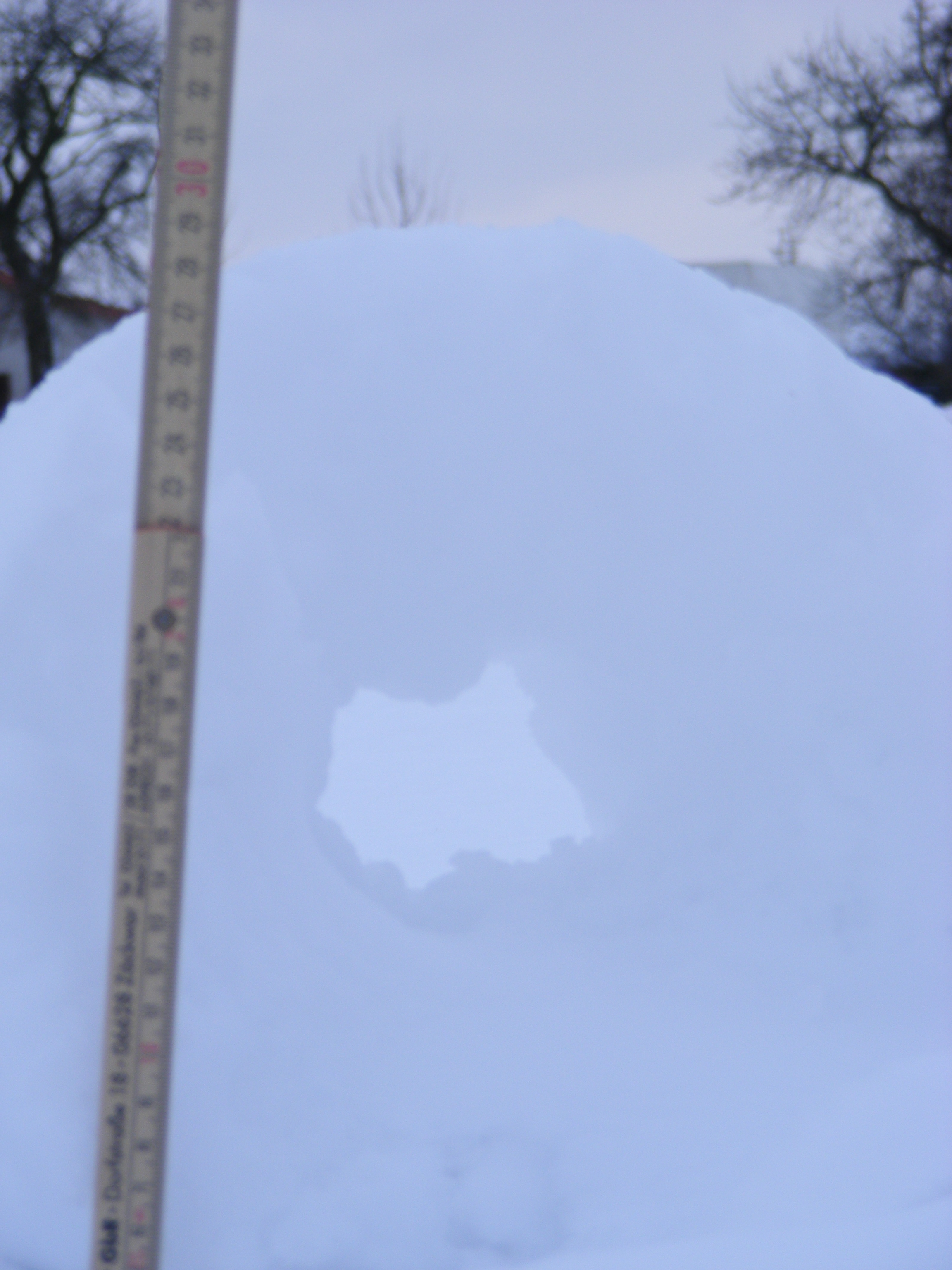
Durchmesser Schneering

Schneeringe (auch: Schneerollen oder Schneewalzen) sind eine Naturerscheinung. Schon der Polarforscher Roald Amundsen beschrieb sie während seiner Expedition zum Südpol im Jahre 1911.

## Entstehung
Schneeringe entstehen unter Mitwirkung des Windes, indem dieser ein etwas höher stehendes Stück der Schneedecke abhebt und aufwickelt. So bilden sich schließlich Walzen, die nach Größe und Form Damenmuffen sehr ähnlich sehen. Auf den Orkney-Inseln wurden schon Rollen mit einem Meter Länge und einem ¾ Meter Durchmesser gefunden. Es kann aber auch durchaus zu etwas ungewöhnlichen Formen kommen, die nicht exakt kreisförmig sind. Dieses Phänomen ist aber nicht mit dem vorigen beschriebenen zu vergleichen, da sich dieses beim ruhigen Abrollen größerer Teile einer Schneedecke (in Form von Rollen beziehungsweise Walzen) bildet. Durch eine Schmelze können sich diese Rollen dann auch aufblättern.
Die Schneeringe oder Schneewalzen sind kleine, aber auch bis zu zwei Meter breite walzenförmige Schneerollen mit einem Loch, das in der Mitte der Walze zu sehen ist. Sie treten an manchen Stellen gehäuft auf, liegen aber auch einzeln auf freiem Feld. In den Alpen rollen sie an den Hängen herunter. Die größten neuzeitlich dokumentierten Schneeringe hatten eine Höhe von 60 cm und ein Loch von 16 cm Durchmesser.

## Wissenschaftliche Untersuchung
In dem letzten Jahrzehnt gab es einige Erforschungen dieses Naturphänomens. Schneerollen traten im Februar 2003 in Mittel-Illinois auf. Als die Schneeringe im März 2007 in Illinois auftraten, fanden erneute Untersuchungen statt, unter anderem mit dem Lawinenexperten Mike Stanford vom „Washington State Department of Transport“. Im Januar 2008 traten sie in Ajax (Kanada) auf und im November desselben Jahres folgten Untersuchungen in Estland. Die nächste Erforschung fand im Januar 2009 in Burlington statt. Im März desselben Jahres traten sie in Idaho auf und wurden von Tim Tevebaugh inspiziert. Im Januar 2010 gab es bis dahin die letzte Erforschung in Yeovil und Sachsen-Anhalt sowie Thüringen. Die Schneeringe in Sachsen-Anhalt hatten einen Durchmesser bis zu 30 cm, der Lochdurchmesser betrug bis zu 8 cm. Sie traten zum größten Teil gehäuft, aber auch einzeln auf.
In der Nähe des Skigebietes Holzhau (Sächsisches Erzgebirge, Landkreis Mittelsachsen) wurden am 29. Januar 2015, auf einem vergleichsweise flachen Feld, eine große Anzahl von Schneerollen gesichtet. Die Durchmesser betrugen 30 bis 35 Zentimeter, die Innenöffnung war vergleichsweise groß. Eine exakte Vermessung wurde leider nicht vorgenommen.